# Leuctra braueri
Leuctra braueri är en bäcksländeart som beskrevs av Kempny 1898. Leuctra braueri ingår i släktet Leuctra och familjen smalbäcksländor. Inga underarter finns listade i Catalogue of Life.